# تيكيومالا اخيوتارو
تيكيومالا اخيوتارو (١٨/نيسان/١٨٨٠-١٢/شباط١٩٤٧) كان من أبرز النقاد في لغة التيلجو  أشتهر بعمله الإنجليزي "Pingali Suranarya"  حياته و أعماله 

## السيرة الذاتية
ولد في ١٨/نيسان/١٨٨٠ في قرية بوثانافالسا (Pothanavalsa village) في مقاطعة فيخاباتنام(Visakhapatnam district) في ولاية أندرا برديش والداه هم كامايا و فينكاما تزوج من فيسالاكاشي في عام ١٩٠٠ و لديه ثلاثة أبناء ولدان و فتاة إبنه كاميسوارارو تكيومالا  الذي ألف "Na vangmaya mitrulu" 
تدرب تيكيومالا اخيوتارو في كلية Rajamahendravaram و تلقى تعليمه فيها ثم عمل في نفس الكلية كمعلم و من ثم كمدير و حصل على شهادة الماجستير من جامعة كولكاتا و من ثم تقاعد في عام ١٩٣٤
كان مهتماً بالأدب الإنجليزي و استخدم معرفته و علمه في نقد الأدب الإنجليزي و طبقه على أدب التيلجو و كتب الشعر عن مملكة فيجايانجار و كتب كتابه المشهور "Pingali Suranarya"الذي كان البادئة لكتب أخرى من نفس النوع التي تتناول أدب التيلجو القديم و الذي لم يكتبه بمفرده بل بالمشاركة مع علماء التيلجو الآخرين 

## أعماله
- (Andhra padamulub-patalu (1916_17.[7]
- Andhra Natakamulu-rangasthalamulu Vijayanagara samrajyamandali[8]
- Andhra vangmaya charitramu[9][10]
- Pingali Surana(النقد الإنجليزي)